# Reggie Nelson
(en) Statistiques sur pro-football-reference
Reggie Nelson, né le 21 septembre 1983 à Melbourne en Floride, est un joueur américain de football américain évoluant au poste de safety.

## Biographie

### Gators de la Floride
Étudiant à l'Université de Floride, il joua pour les Gators de la Floride.

### Jaguars de Jacksonville
Il fut drafté à la 21e place (premier tour) en 2007 par les Jaguars de Jacksonville.

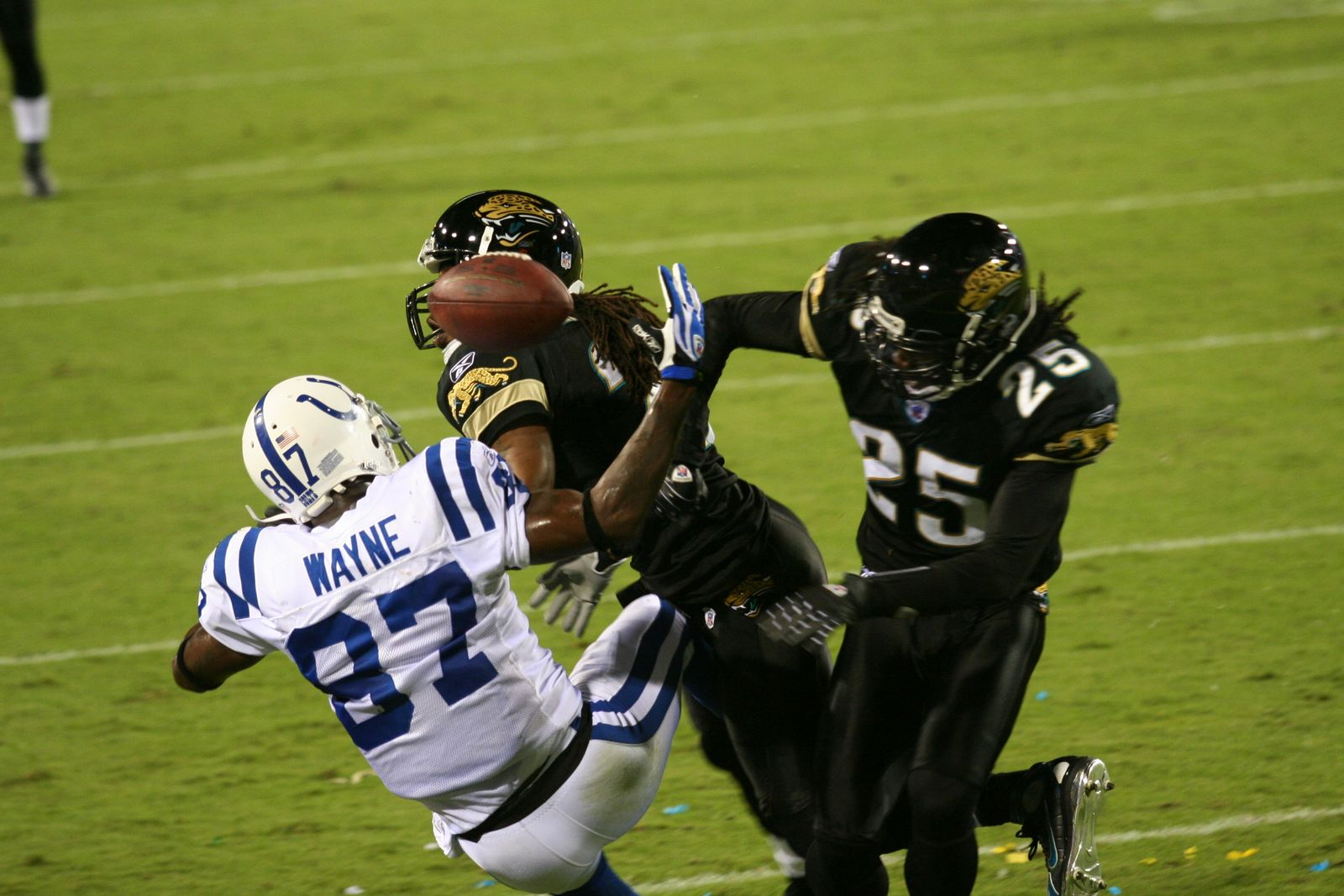
Reggie Nelson (#25) et Reggie Wayne (#87)

### Bengals de Cincinnati

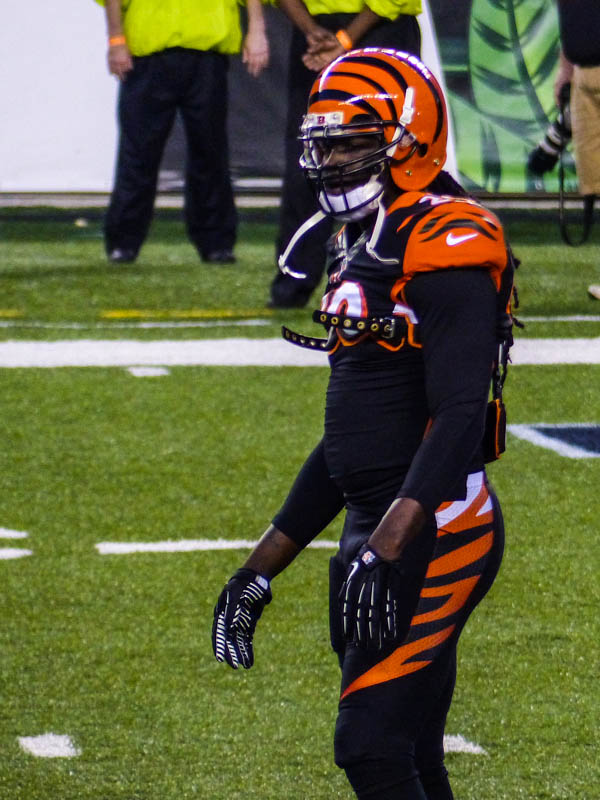
Reggie Nelson en 2013

En septembre 2010, il fut échangé aux Bengals de Cincinnati contre le cornerback David Jones.
Auteur d'une très bonne saison NFL 2015, il termine coleader avec Marcus Peters en nombre d'interceptions et est sélectionné au Pro Bowl.